# John Michell
John Michell, född 25 december 1724, död 21 april 1793, var en brittisk naturfilosof och geolog med ett intressefält som spände från astronomi till geologi, optik och gravitation. Han var känd både som teoretiker och för sina många experiment. 
Michell utbildade sig vid Queens' College, Cambridge och blev senare Fellow of Queens'. Han fick sin Master of Arts 1752 och Bachelor of Divinity (teologi) 1761. År 1760 fick utmärkelsen Fellow of the Royal Society; samma år som Henry Cavendish. I 1762 blev han utnämnd till professor i geologi vid Cambridge och i 1767 blev han rektor i Thornhill, West Yorkshire, vid Dewsbury, där han senare dog. 

## Arbeten

### Gravitation, magnetism och ljus

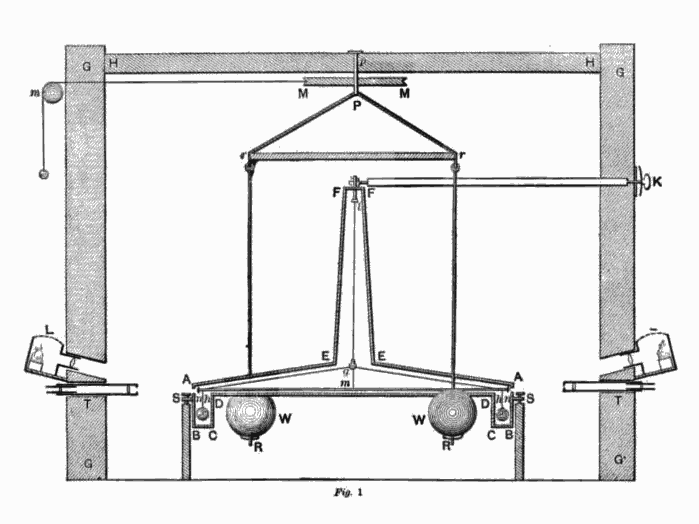
Apparat, föreslagen av Michell, använd i det så kallade Cavendishs experiment

Michell utformade strax före 1783 det försök som nu är känt som Cavendishs experiment.  Det var det första experimentet som kunde mäta gravitationskrafter i ett laboratorium, och som kunde ge närmevärden för jordens täthet. Han uppfann och byggde en så kallad torsionsvåg för detta försök, men olyckligtvis dog han innan de första experimenten kunde genomföras. Hans apparatur överfördes till Henry Cavendish som genomförde mätningarna 1798. År 1987 skrev gravitationsforskaren A.H. Cook:
The most important advance in experiments on gravitation and other delicate measurements was the introduction of the torsion balance by Michell and its use by Cavendish. It has been the basis of all the most significant experiments on gravitation ever since.
Medan han studerade vid Cambridge publicerade han 1750 en artikel på åttio sidor med titeln A Treatise of Artificial Magnets (En avhandling om konstgjorda magneter) där han anvisar en enkel och snabb metod för att framställa konstgjorda magneter, vilka blev vida bättre än vad man kunde finna i naturen. Förutom att ange en metod för magnetisering som därefter fick bära hans namn, beskriver artikeln en rad av magnetiska observationer. 
I ett experiment försökte Michell mäta strålningstrycket från ljus genom att fokusera solljus mot den ena sidan av en kompassnål. Detta experiment blev dock ingen succé, eftersom kompassnålen smälte.

### Geologi
I de biografier om Michell som blev utgivna i början av 1900-talet är det hans akademiska insats inom geologin som betonas. Hans mest betydelsefulla artikel bar titeln Conjectures concerning the Cause and Observations upon the Phaenomena of Earthquakes (Philosophical Transactions, li. 1760). Av den artikeln framgår det tydligt att han besatt en omfattande kunskap om strata (jordlager) i England och utomlands.

### Effekten av gravitation på ljus
I nyare tid anses hans brev till Cavendish 1784, där han beskriver gravitationens effekt på ljus, innehålla hans mest framstående vetenskapliga förutsägelser. Detta arbete återupptäcktes på 1970-talet. Här beskrivs flera astronomiska idéer som man tidigare hade förknippat med astronomiska framsteg gjorda först under 1900-talet. Michell räknas i dag som den förste som förutsade att det kunde finnas himlakroppar som har så stor massa att något ljus inte kan slippa ut. På hans tid var flykthastighet ett känt begrepp, ett värde som kunde beräknas för en himlakropp med känd massa, och om man accepterade Newtons teori om ljusets partikelnatur, skulle även det vi idag benämner fotoner lyda under samma lagar. Hans tanke var att en himlakropp med tillräckligt stor massa inte skulle kunna observeras med sitt ljus (som en stjärna), men ändå indirekt kunna observeras genom sin påverkan på närliggande himlakroppar, vilkas rörelser störs av gravitationen från det osynliga objektets massa. 
En sådan himlakropp kan associeras med det vi i dag kallar svart hål, en sorts objekt vars existens impliceras av Einsteins allmänna relativitetsteori.

## Några av Michells arbeten
- Observations On the Comet of January 1760 att Cambridge, Philosophical Transactions (1760)
- Conjectures Concerning the Cause and Observations upon the Phaenomena of Earthquakes, ibid. (1760)
- A Recommendation of Hadley's Quadrant för Surveying, ibid. (1765)
- Proposal of a Method för measuring Degrees of Longitude upon Parallels of the Equator, ibid. (1766)
- An Inquiry into the Probable Parallax and Magnitude of the Fixed Stars, ibid. (1767)
- On the Twinkling of the Fixed Stars, ibid. (1767)
- On the Means of Discovering the Distance, Magnitude, &c., of the Fixed Stars, ibid. (1784).